# Aleksandr Kuprin
Aleksandr Iwanowicz Kuprin, ros. Александр Иванович Куприн (ur. 26 sierpnia?/7 września 1870 w Narowczacie, Imperium Rosyjskie, zm. 25 sierpnia 1938 w Leningradzie, Rosyjska Federacyjna SRR) – rosyjski pisarz. Autor utworów społeczno-obyczajowych (m.in. powieść Pojedynek, demaskująca rozkład moralny kasty oficerskiej), o miłości (Bransoletka z granatów) i autobiograficznych.

## Wybrana twórczość[2]

### Powieści i nowele
- 1892 – Wpot’mach (ros. Впотьмах)
- 1896 – Moloch (ros. Молох)
- 1897 – Praporszczik armiejskij (ros. Прапорщик армейский)
- 1898 – Olesia (ros. Олеся)
- 1900 – Na pieriełomie (ros. На переломе)
- 1905 – Pojedynek (ros. Поединок) – polskie tłumaczenie Halina Rogala
- 1907 – Gambrinus (ros. Гамбринус)
- 1908 – Miłość Sulamity (ros. Суламифь) – inne polskie wydania: Sulamit (1924, tłum. Józef Mondschein), Sulamitka (1976, tłum. Henryka Pikulska)[3]
- 1909-1915 – Jama (ros. Яма)
- 1911 – Bransoletka z granatów (ros. Гранатовый браслет)
- 1913 – Żydkoje sołnce (ros. Жидкое солнце)
- 1917 – Zwiezda Sołomona (ros. Звезда Соломона)
- 1928 – Kupoł sw. Isaakija Dałmatskogo (ros. Купол св. Исаакия Далматского)
- 1929 – Koleso wriemieni (ros. Колесо времени)
- 1928-1932 – Junkiera (ros. Юнкера)
- 1933 – Żanieta (ros. Жанета)

### Opowiadania
- 1895 – Nocleg (ros. Ночлег)
- 1896 – Pół-bóg (ros. Полубог) – polskie tłumaczenie Józefa Zydlerowa
- 1901 – W cyrku (ros. В цирке)
- 1903 – Biały pudel (ros. Белый пудель) – polskie tłumaczenie Kazimierz Truchanowski
- 1904 – Z ulicy (ros. С улицы)
- 1905 – Toast (ros. Тост), Czarna mgła (ros. Чёрный туман)
- 1906 – Sztuka (ros. Искусство)
- 1907 – Szmaragd (ros. Изумруд)
- 1908 – Wesele (ros. Свадьба) – polskie tłumaczenie René Śliwowski
- 1910 – Helenka (ros. Леночка)
- 1915 – Fiołki (ros. Фиалки)
- Lestrygonowie – polskie tłumaczenie Ziemowit Fedecki
- List z domu wariatów
- Na głuszce
- Wiera: dzieje jednej miłości
- Spokojne życie